# 發條精靈戰記 天鏡的極北之星
《發條精靈戰記 天鏡的極北之星》（日语：ねじ巻き精霊戦記 天鏡のアルデラミン）是日本作家宇野朴人撰寫的輕小說，繪製插畫，第六卷起因生病的緣故改由龍徹負責插畫。日文版由電擊文庫（ASCII MEDIA WORKS）發行，繁體中文版由台灣角川代理發行，譯者K.K.。於2014年5月發售的电击魔王在2014年7月号开始連載漫畫版。
該小說在《這本輕小說真厲害！》作品部門2014年取得第二名、2015年取得第十名、2016取得第三名。本作品以《天鏡的極北之星》名稱獲得第二回「店員最愛輕小說大賞」第3名。
2015年10月公布將改編為動畫和推出廣播劇CD的消息，動畫由MADHOUSE製作。

## 內容
這是個精靈與人類結為夥伴共生的世界。
故事背景卡托瓦納帝國，則是與鄰國處於戰爭狀態的大國。
少年伊庫塔在外人眼中，一向是個愛睡午覺、遊手好閒、性喜於色的傢伙，而這樣的「懶惰鬼」正因為某些內情，不情不願的準備參加高等軍官甄試。
在當時，沒有任何人預料到這樣的他，日後竟搖身一變，成為帝國史上首屈一指的名將！
以身為軍人的卓越才能，在戰亂四起的世界裡努力求生的少年，伊庫塔。
本書描述他波濤洶湧的至今生涯，一場盛大的奇幻戰記即將在此揭幕！

## 出場人物

### 卡托瓦納帝國

#### 騎士團
在高等軍官甄試中發生船難的意外事故後，有著平安無事的將第三公主夏米優成功帶回帝國境內的功勞（同時也是為了蓋過同時期東域鎮台戰敗的消息），並被授予「帝國騎士」封爵的五人組的稱呼。由於可說是靠第三公主的關說通過了高等軍官測驗的緣故，所以常被旁人用嫉妒、輕蔑的方式來這樣叫著。
伊庫塔·索羅克（聲：岡本信彦、M・A・O（年幼時））
本書主角，初登場時為17歲，軍銜為准尉。第三集晉升中尉。
興趣是午睡和泡妞，每天總是遊手好閒，看起來極為懶惰散漫的少年。能公開的說出自己喜歡年紀大自己很多的女性。只要雅特麗不在的情況下就無法克制自己的尖牙利嘴，尤其看到美男子更會毫不留情的加以諷刺。
本名「伊庫塔·桑克雷」，是已故的前帝國軍總司令「巴達·桑克雷」的兒子，而知道此事的只有雅特麗的伊格塞姆家和夏米優。在父親因在戰場上違反命令而蒙上戰犯污名並因而下獄後，與母親及少量護衛部隊逃進深山躲避帝國軍人的追殺。其後在護衛部隊逐漸被滅、糧水耗盡及母親因疲勞病倒而去世後，在獨自尋找糧水時暈倒，因而遇見庫斯。在與庫斯結下契約後居於其所在的「索羅克孤兒院」，並將姓氏更改為索羅克。
因為發生在父親身上的事的緣故，非常的討厭軍人、貴族與皇族還有所謂的英雄，只想在首都的國立圖書館當圖書管理員混日子，但卻被命運捉弄而成了軍人。
在戰況預測上極為出色，能完美的掌握住尚未觀測到的敵軍動態與友軍的狀況，從旁人的眼光看來已近乎於預知未來的程度。同時也擅長戰術指揮，特別是和雅特麗聯手的情況下。縱使是在實戰經驗尚淺的情況下，也能將現役、且實戰經驗豐富的現任上尉玩弄於反掌之間。具有的軍事才能不下於被公認是帝國有史以來最出色的前幾名名將之一的父親，在後世有著「常怠常勝的智將」的敬稱。
是「阿納萊的弟子」之一，將阿納萊提倡的「科學」給昇華為自己獨特的哲學，並常在作戰行動中付諸實踐。
與雅特麗有著故知之誼，並有著毋須開口就能彼此互相理解的絕對信賴關係。本人表示兩人絕非靠戀愛的感情維繫這種關係，即使喜歡女色而在見到其他女性都會主動開口追求對方，也從不會對雅特麗這樣說。兩人在九歲時因為雅特麗前來旭日團遊學三個月而相識，期間培養出深厚的羈絆，互稱彼此為半身。
北域動亂事件前半段與席納克族間的戰爭甫結束，立刻就面臨拉·賽亞·阿爾德拉民神教軍與齊歐卡共和國的侵略。果斷提議聯合席納克族共抗外敵，並對其族長，同時也是自己兒時友人的娜娜克‧韃爾承諾事後會給予其族人安身之處。為了獲取信任，依照席納克族的習俗切下了自己的小指作為謝罪的誠意。
遲滯防禦撤退作戰時，成為殿後軍裡實質上出謀劃策的中樞人物。運用計策拖延神教軍進逼的速度，最後利用近乎瘋狂的人馬混戰迫使齊歐卡共和軍的智將「不眠輝將」約翰與己軍談判，更巧用光精靈讓對方誤以為被狙擊手鎖定，以此要脅其退軍。
第五卷後半知曉雅特麗被緊急調回國內是因為帝國政變之故後，不惜公布隱瞞多時的身世，以此成功拉攏擔任東域作戰總司令的席巴少將，成立旭日團試圖調解政變。
第六卷中在和伊格塞姆元帥及雷米翁上將的三方會談中得知皇帝下落不明的現狀，隨後從玉音放送的敕命知悉雷米翁派、伊格塞姆派將前往達夫瑪州尋找皇帝下落後，引領三千兵前往達夫瑪州。在卷末與夏米優殿下前去和托里斯奈·伊桑馬會面。
第七卷因為托里斯奈的奸計，所率領的新生旭日團搜索部隊遭到雅特麗的伊格塞姆軍討伐，雙方兵力相差懸殊情況下只能被迫打防守戰。最終以計謀險勝雅特麗，但旋即兩人遭到托里斯奈暗中安排的狙擊手狙擊，雅特麗為了保護伊庫塔而喪命。茫然若失的伊庫塔只能抱著失去生命的雅特麗痛哭失聲，無法振作。
第九卷後期，被上將庫巴爾哈·席巴與榮譽元帥索爾維納雷斯·伊格塞姆帶出後宮，探訪由元帥保存其父親巴達·桑克雷遺物而興建的宅邸。看到父親所繪，畫有雅特麗以及桑克雷一家的畫作並得知父親及元帥間的羈絆，逐漸面對現實。結尾重新振作以旭日團長的身分前往北域戰場。
第十卷以援軍身分前往搭救以女帝為首，陷入包圍絕境的帝國軍，接任作戰總指揮。在其運籌帷幄下，使帝國在與齊歐卡協商停戰協議時，免於遭受過多不利的索求。戰後被敕封為帝國軍元帥，是帝國史上最年輕的元帥。對女帝夏米優的態度也有所軟化，在心中做出要連雅特麗的份一同努力保護夏米優的決定。
第十二卷與夏米優代表帝國出席三國會談，於教國與阿納萊博士等人重逢，意外得知齊歐卡的約翰也成為博士弟子這一事實，揶揄地聲稱自己是對方的師兄。
第十三卷在與齊歐卡決戰的未來被確定之後持續努力施行軍事上的更新，將處於半獨立狀態的海軍統合進帝國軍事體系，並研擬出有效防範爆砲的對應方式等等。因為在沒有絕對可言的戰場上要賭上絕對得信守的承諾而承受龐大的壓力，在每天黃昏工作告一段落、無人的場合下會抑制不住地渾身發冷顫抖，強烈到需要用麻藥緩和的程度。
第十四卷卡托瓦納帝國與齊歐卡共和國展開舉國戰爭，由於軍事強度先天的劣勢而採取國土保衛戰。在雙方都接近極限之際，成功耗光約翰的精神力使其無法繼續指揮軍隊，同時海戰方面將齊歐卡海軍引入無風帶牽制，影響其支援調度，迫使對方選擇撤退。在這場舉國戰爭中奪得足以稱為勝利的戰果，卻搶先於女皇夏米優用玉音放送宣告戰敗，並且命令帝國軍不可追擊。之後旋即以獨斷的行徑將宰相托里斯奈殺死，以叛國等諸多罪名遭到國民審判。
頂替夏米優意欲自我犧牲的責任，認為只要自己活著，夏米優就永遠不能原諒自己，於是從容赴死。臨刑前向夏米優表達了自己對她的愛。
庫斯（聲：鈴木繪理）
伊庫塔的光精靈。
雅特麗希諾·伊格塞姆（聲：種田梨沙）
本書女主角，暱稱為雅特麗，17歲，軍銜為准尉。與伊庫塔同在第三集晉升為中尉。
舊軍閥名門「伊格塞姆」家的長女，是個文武雙全，個性強韌剛直的少女。和伊庫塔相反，由於出身的緣故，對皇族有著絕對的忠誠心。
有著個人武力、指揮能力與戰略眼光皆為高水準的軍人資質，在使用家族的雙刀技藝時更是有如鬼神般的勇猛強悍。
與伊庫塔從很久以前就認識了，也是知道其過去的少數人之一，因此比誰都還要理解伊庫塔的才能，做出了一定要讓他成為己方成員的打算。
兩人之間有著旁人難以理解的信賴羈絆，不過並非相互愛戀的關係，兩人也對此加以否定。
第五卷後半從東域前線被緊急調回國內鎮壓雷米翁派系發起的政變，脫離騎士團。
第六卷隨舊東域二千伊格塞姆派軍人從前線返回，並進駐札露露飢餓城。因應軍事政變在父親索爾維納雷斯·伊格塞姆元帥任命下，晉升少校及中校待遇官。
第七卷時，因為托里斯奈的計謀，不得不率軍和伊庫塔的部隊交戰，在敗北後為了保護伊庫塔而被托里斯奈安排的伏兵以風槍打中要害，單純以「雅特麗希諾」的身分留下希望伊庫塔能守護夏米優的遺言後，於伊庫塔的懷中逝去。
其遺物的雙刀分別由伊庫塔（短劍）和夏米優（軍刀）所配戴著。
第十卷追封為帝國軍元帥。
西亞（聲：山崎遙）
雅特麗希諾的火精靈。在雅特麗臨終前被托付予夏米優。
托爾威·雷米翁（聲：金本涼輔）
17歲，軍銜為准尉。第三集晉升少尉，並於第四集晉升為中尉。
舊軍閥名家「雷米翁」家的三子，是個如陽光般爽朗、個性溫柔、純情的美男子，即使是很討厭美男子的伊庫塔也不否認他是個天生少根筋的好人。
有著替朋友取暱稱的習慣。是除了女性角色外，唯一會把伊庫塔叫做「阿伊」的人，而伊庫塔則是堅決反對被他這樣叫。
對雅特麗有好感，不過對方沒感覺到且只是單方面的把他當作勁敵。
有著不讓「槍擊的雷米翁」的家族威名蒙羞的射擊能力，但由於過於溫柔的性格，近距離時會因為無法將活生生的敵人視為標靶，無法控制地顫抖而導致射擊失誤。相反的，在遠距離的情況下命中率奇高，使用特製的風槍可讓射程達到150公尺以上。
第五卷後半加入伊庫塔成立的旭日團，第六卷中因應政變，非正式晉升上尉臨時官。與馬修一同執行達夫瑪州尋找皇帝任務。
在與約札倫夫‧伊格塞姆的交戰中，成功突破自己能耐，精神層次得到了成長。
第八卷已晉升至中校，但在經歷兩年前的劇變後感情逐漸喪失，為了代替伊庫塔與雅特麗而著魔般地投身在軍隊之中，讓精神一直維持在緊繃的狀態。以自己的構想組織了一支具有獨立思考判斷能力、優秀遠距離射擊技術的狙擊兵部隊，並在第九卷投入實戰，於叢林戰中有著優異表現，以援軍身分救回七成原先受困叢林中的馬修部隊。
伊庫塔回歸戰線後也開始振作起來，並與其他騎士團成員再度有了交流。
馬修·泰德基利奇（聲：間島淳司）
17歲，軍銜為准尉。與托爾威和哈洛瑪於第三集晉升少尉。
舊軍閥家族「泰德基利奇」家的長子。圓滾滾的發福身材與一張圓臉是其特徵，然而雖是這樣的身材，卻沒有不擅長運動。有著比旁人還要強一倍的出人頭地的欲望。
在高級中學時期就與伊庫塔和雅特麗相識，伊庫塔則單方面的稱他為好友。
軍事能力相較於伊庫塔、雅特麗和托爾威來要差上不少，本人也很在意此事，因此很努力的累積著實力，在北域動亂事件中成長許多。
因為幼時從母親床邊故事那聽來「忠義御三家」之一的喀爾謝夫‧尤爾古斯事蹟，是以知曉部分的海上知識。
第五卷後半加入伊庫塔成立的旭日團，第六卷中因應政變，非正式晉升上尉臨時官。與托爾威一同執行達夫瑪州尋找皇帝任務。
第八卷時已晉升至少校，一切都變調的現況使得馬修在沒有夥伴的狀況下獨自一人領兵作戰。十分懷念過去與騎士團成員們相處的時光。
第九卷接獲女皇夏米優直接指派的秘密任務，前往北方偵查阿爾德拉教徒動向，因為齊歐卡間諜操弄所以沒有收到成效，無預警地發生了大逃亡。為了阻止帝國人民逃往他國，與齊歐卡方在帝國東北方發生戰鬥。於叢林戰中陷入苦戰，在後續抵達支援的托爾威部隊幫助下勉強救回七成士兵，但已無力再繼續深入追捕逃亡的教徒，承認戰敗並選擇後撤。
伊庫塔振作並回歸後感覺鬆了口氣，並為托爾威也恢復活力的事感到高興。
與隸屬海軍的波爾蜜因為海戰相處過後有了聯繫，並開始交往。於第十三卷雙方結婚，馬修也成了帝國軍與處於半獨立狀態的海軍之間溝通的重要環帶。
哈洛瑪·貝凱爾（聲：千菅春香）
19歲，暱稱為哈洛，軍銜為准尉。與馬修和托爾威於第三集晉升少尉。
出身自佃農家庭，家中人口不少，因此想透過從軍來出人頭地讓家中開銷得以緩解。
是騎士團中唯一的醫護兵，在高等軍官測驗中偶然與伊庫塔等人分配在同寢室，之後便常一同行動。
性格溫柔且有些懦弱，除此之外還有點天然呆，會在無自覺的情況下很容易就把很傷人的話給說出口。
第五卷後半加入伊庫塔成立的旭日團。
第八卷時已晉升至少校，被女皇夏米優認為是現今能留住馬修及托爾威兩位騎士團成員的最後寄託。於結尾知曉其擁有另一個邪惡人格──派特倫希娜，為亡靈部隊潛伏於帝國內的間諜。
在第九卷的描述中，哈洛的雙親在她小時候便因為過度勞累而過世，自己與其他弟弟們則被遠親收養。然而，遠親並非將他們當作家人一樣對待，而是將他們當作佣人般使喚。當時年紀最大的哈洛也不過八歲，但她與弟弟們仍是努力的工作，不過弟弟們終究是在不斷的勞動中一個個病倒了。三年後的某日，她無意聽到遠親們的談話，得知自己生病的弟弟們其實皆被遠親秘密地殺害，便心生恨意，且意外誕生了「派特倫希娜」這人格。其後，派特倫希娜在一夜之間便殺害了遠親一家十四口，留下遠親的其中一名兒子並嫁禍於他。在事發後，被當時還任職地方勤務官的阿力歐試探，更被其收為間諜。
哈洛和派特倫希娜的記憶是共通的，但對另一個人格而言，對方所做的事就如同在看故事文字一樣沒有真實感。
第十卷，在重新掌控身體後，向托爾威及馬修說明自己有著雙重人格一事，並且能自由轉換人格而毋須看見特定字句。基於女皇夏米優政局尚未穩固，自身為間諜一事在眾人討論後暫時未如實告知於夏米優。
第十一卷，為了贖罪，表示之後不會讓壞事只由派特倫希娜承擔，自己會共享這份罪惡感。為了掩護女皇夏米優在民變中脫逃自願擔當誘餌吸引敵人注意。其後為了救出脫隊的部下被抓獲並遭到刑求。最後在伊格塞姆榮譽元帥營救下脫困，但受到嚴重手部骨折的外傷並昏迷。
第十三卷在醫生悉心照顧下康復。伊庫塔對返回工作的哈洛提出的新內容，是希望她能妥善管理軍人的心理健康。
派特倫希娜
哈洛的另一個人格，也是集結憤怒、憎惡與對他人的攻擊慾望等負面思想而成的惡之人格，可說是背負哈洛所有惡意的存在。名字來自哈洛父母告訴她的童謠中，一個愛惡作劇的調皮女孩。
在阿力歐的指示下於第八卷末覺醒，開始策劃諜報活動，利用哈洛身為騎士團成員與軍方高層的身分，獲得許多帝國最接近核心的情報。平時的行為舉止扮演的跟哈洛一模一樣，幾乎無人看出差異。
原本哈洛的個性就太過善良，善良到面對生活的艱困會盡力的壓抑自己當個好孩子。所以在她心中，喜愛惡作劇的派特倫希娜所展現的自由與輕鬆是她所嚮往的樣子。對她的想像與憧憬也漸漸使派特倫希娜脫離虛構人物的範圍，成了她親密的幻想朋友。
在哈洛眼中，派特倫希娜能達成自己做不到的事情、想自己不敢想的事，包含平時所壓抑的對遠親們的怨恨與報復念頭。也因此，派特倫希娜成為了哈洛抒發負面思緒的依託。而當哈洛得知自己弟弟們死於非命時她那無法承受的憎恨與殺意，便促使作為惡意代表的派特倫希娜以新人格的形式誕生。
第十卷，在進行平頂山進行防御戰時，利用齊歐卡軍人的精靈傳送情報予當時的齊歐卡軍指揮官約翰，但情報沒有被使用。在戰後與伊庫塔進行約會，期間被伊庫塔看穿自己有著雙重人格及是齊歐卡的間諜，在報上名字後企圖殺害伊庫塔，卻被聽到了伊庫塔的說話的哈洛阻止。之後，哈洛重新掌控身體，並打算自殺，但被伊庫塔阻止，其後更被他以其母親所創作的童謠第十一章歌詞令哈洛鎮定下來。

#### 皇族
夏米優·奇朵拉·卡托沃馬尼尼克（聲：水瀨祈）
本作的女主角之一，卡托瓦納帝國的第三公主，第一卷時十二歲。皇族中少有的對帝國腐朽的現況十分清楚且擁有責任感的人，雖想改革但有心無力。
於高級軍官測驗時偷偷上船，結果與伊庫塔等人同樣遭遇船難被救，之後更靠伊庫塔的智謀成功回到帝國。認知到伊庫塔的卓越才智後，利用機會讓伊庫塔一行人成為帝國騎士，拉攏成為自己的一方。
從伊庫塔的言行以及對利坎中將的激動舉止判斷其身份，並從雅特麗父親口中證明判斷無誤，是故事早期便知道伊庫塔是帝國陸軍前上將巴達‧桑克雷之子的少數人之一。
後來以與候補生同等的立場進入高等軍官學校就讀，軍階同為准尉，並常與伊庫塔等人接觸。在觀察騎士團的成員一段時間過後，選擇了能力與精神方面來說最適合的伊庫塔讓他成為自己的「共犯」，並製造著機會希望伊庫塔早日登上帝國軍上將或元帥的地位。
在皇權至上的帝國，皇族是至高無上的存在，人民對皇族既如同神明般崇敬，卻也如同對神明般的斷念。即便面對無止境的惡政，百姓別說是對皇族抱有指望，甚至連指責也不會。夏米優曾經想當面接受人民的怒火，但人民也只會無視她而轉去找軍人訴苦，使她對皇族與貴族的立場完全絕望，甚至對流有皇族之血的自己抱有強烈的罪惡感。對救國使命的執念近乎到扭曲病態的地步，即便最後的結果是自身的毀滅，也因能被人憎恨而感到救贖。
很在意伊庫塔。因此被托里斯奈說穿她其實在嫉妒著有如伊庫塔半身的雅特麗時難以反駁。
第五卷後段知悉帝國發生政變後，支持伊庫塔的行動。
第六卷因為玉音放送敕命提到未參加皇室會議的皇族將被剝奪皇位繼承權，是以跟隨伊庫塔等人前往達夫瑪州。
第七卷的最後在托里斯奈的唆使下明白了自己身為皇族的宿命後弒父，並登上皇位。
第八卷，登基後的統治權並不穩定，兩年間規模較大的內亂便有五次。運用恐怖高壓的手腕統治著帝國，在後世被稱作「破壞的女皇」。雖然對待敵人異常殘酷，不過基本上對待平民百姓屬於寬厚，施政上並未危害到人民。雅特麗死後將失去活力的伊庫塔安置在皇宮的後宮裡，並嚴格限制他人前去探望，除了騎士團成員偶有會面機會外，其餘人等幾乎無法與伊庫塔碰面，自己則將失意的伊庫塔當成訴說內心脆弱的對象。
第九卷為調查國內阿爾德拉教徒的不明行動，秘密指派薩札路夫准將及馬修少校前去帝國北方偵查，並允許哈洛參與任務。但在齊歐卡間諜的操弄下，秘密偵查行動沒有奏效，在沒有預警的情況下發生了多達二萬多名信奉阿爾德拉教的帝國子民大逃亡。意識到其中有齊歐卡布局，御駕親征北域。本欲驅散已攔截的後方教徒，不料此時本受監禁的齊歐卡海軍俘虜已然逃脫，並與後方教徒會合形成簡陋武裝組織。在帝國軍人對於向由帝國子民攻擊心生猶豫，無法進行有效反擊情況下，被迫退守山上，演變成了被圍困的局勢。
第十卷得到伊庫塔奇兵營救而扭轉劣勢，得以在戰後協議談判時不折損過多利益。敕封伊庫塔為元帥，同時亦追封雅特麗元帥一職銜。
第十四卷本來想自我犧牲以此達到期望的帝國淨化，卻被伊庫塔搶先承擔罪責。因為伊庫塔，總算明白自己被許多人所深愛著，從鑽牛角尖的自我厭惡中解放。伊庫塔死後兩年，宣布廢除皇室，又過五年，夏米優主動退位完成全面的國家轉型。伊庫塔死後的第十年，二十七歲的夏米優個性已經變得很開朗，被齊歐卡稱為「最後的皇女」，而在已經轉型為共和的卡托瓦納，仍在政治上活躍的她被尊稱為「皇女殿下」。
和伊格賽姆榮譽元帥那練就不俗的白刃戰技術，勇於嘗試未知事物，在故事結尾駕駛「飛機」載著騎士團的大家飛上天空。
阿爾夏庫爾特·奇朵拉·卡托沃馬尼尼克（聲：田中完）
卡托瓦納帝國的皇帝，四十多歲，但沉溺酒色多年，看起來已有六七十歲一樣，精神與肉體皆已腐敗到極點。
第六卷由宰相托里斯奈·伊桑馬帶出帝都，來到達夫瑪州。
第七卷伊庫塔推斷，身體的衰弱一定程度上是因為托里斯奈下藥所致。在結尾被女兒夏米優殺害。

#### 帝國軍人
蘇雅·米特卡利夫（聲：秋河あゆむ）
軍銜為陸軍士官長。二十歲左右的女性軍人，伊庫塔帶領的小隊的副官。
伊庫塔過去偷情對象的女兒，因為抓到對方與母親偷情而對伊庫塔抱持很厭惡的態度，連帶著讓整個小隊的隊員也對伊庫塔沒有好感。
在率領隊伍與托爾威的兩個哥哥進行的演習後開始有所改觀。漸漸對伊庫塔有好感，但對於伊庫塔對待自己的態度和雅特麗及公主之間差很多而感到心煩。
第八卷在女皇夏米優的引薦下進入高等士官學校就讀，階級為准尉。
第十三卷階級為中尉，被伊庫塔調入雷米翁長男的部隊，希望藉由蘇雅重新鍛鍊他們部隊長期懈怠的體力層面。
哈薩夫·利坎（聲：楠見尚己）
東域鎮台司令。卡托瓦納帝國陸軍中將。是個受到部下敬仰的名將，在與齊歐卡共和國爭奪東域的戰爭中陣亡。
曾與從齊歐卡處逃回帝國境內的伊庫塔等人見面，並被對方直接點出是為了掩飾帝國施政上的失敗的犧牲品，不過本人已經理解自己的處境，並決心以軍人的身分接受這事實。
過去與庫巴爾哈·席巴同為巴達·桑克雷部下，兩人合稱為日輪雙壁。
庫巴爾哈·席巴
卡托瓦納帝國陸軍少將，兩年前負責防守東域，在東域鎮台淪陷時擔任撤退部隊的司令官。
過去與哈薩夫·利坎同為巴達·桑克雷部下，兩人合稱為日輪雙壁。個性十分豪爽，對上級也會不漏怯色頂撞回去。在利坎中將因帝國政策而犧牲後變得不苟言笑。在東域再次入侵作戰時被任命為總司令。
在知曉伊庫塔是前上司巴達·桑克雷之子後成功被其說服，將東域部隊整合為旭日團以調解帝國內部政變。
第八卷已晉升上將，相信著伊庫塔會重新振作起來。是極少數面對女皇夏米優仍能勇於直諫之人。
伊森·胡（聲：杉田智和）
帝國陸軍大尉。夏米優公主親衛隊的隊長。哈薩夫·利坎中將的學生。
在模擬戰時利用伊庫塔落敗的假情報引出夏米優，並聯同其他親衛隊成員綁架她，企圖以夏米優的性命來洗去利坎中將的遺憾，但最終失敗。
索爾維納雷斯·伊格塞姆（聲：小山力也）
卡托瓦納帝國軍元帥，雅特麗之父。體制派領袖。是故事早期便知道伊庫塔身分的少數人之一。
對皇室具有極高忠誠心，嚴格要求軍隊規律，不會干涉政治運作，曾說過「軍人勿語政治」。
於第五卷後半將位於戰線的伊格塞姆派系緊急召回帝國應付雷米翁軍閥為首的政變。
雷米翁派發起軍事政變後，企圖迫使其投降並拘禁，在約札倫夫的幫助下成功脫困，並率領帝都的伊格塞姆派軍人進駐札露露飢餓城。從城寨工程維修十分完善可以看出，其對於雷米翁派一直有所準備與防範。
因為托里斯奈的計謀，不得不下令給女兒前去討伐旭日團的指令。
帝國政變結束後，伊格塞姆派軍人全數退下一線，本身也成為榮譽性質的元帥，被架空了實權。
其實早就認識到帝國的腐朽，但礙於自己的立場無法選擇變革只能選擇守護，因此在過去與巴達迎擊齊歐卡軍時本來打算由他來違反軍令出擊，使巴達可以成為軍方領袖來改革帝國，但被巴達說服而作罷。
為了使伊庫塔振作而將頹廢的他帶到放置桑克雷家遺物的居所，並讓他觀看了繪有女兒雅特麗及桑克雷一家的畫作，訴說了巴達為何違反命令因而入獄死去的實情，最後感謝伊庫塔拯救了女兒的人性。
伊庫塔振作後願意為他而戰，並於之後擔任援軍的先鋒救出受困的女皇。
約札倫夫·伊格塞姆
卡托瓦納帝國名譽上將，雅特麗的叔公，索爾維納雷斯的叔父。
年過七十的老將，失去左手臂，人稱獨臂伊格塞姆。
熱愛戰爭以及廝殺，總是身處前線作戰，因為性格不適合擔任指揮官，上一代伊格塞姆明確表示不可就任將級軍官。
擁有一支具備高超騎術的跳騎兵輕裝部隊，能輕易跳躍突破一般的方陣陣型。在達夫瑪州尋找失蹤皇帝行動中，曾令馬修等人大吃苦頭。
在與雷米翁派、旭日團三方交戰中，接受托爾威的挑戰宣言，並在兩方交鋒中遭其風槍射傷右手掌而戰敗，之後宣告停戰並退兵。
泰爾辛哈·雷米翁
卡托瓦納帝國陸軍上將，托爾威之父。革命派領袖。
平時講究邏輯表現冷靜，不過有時候也會爆發強烈感情。
於第五卷後半得知發動政變。發起政變後迅速控制帝都周遭並封鎖路線，且持有第一皇子。第六卷初親自領兵攻入禁中，試圖保護皇帝並殺光宰相托里斯奈為首的腐敗貴族。然而行動事前被托里斯奈知悉，其已帶著皇帝逃出帝都。加上拘禁元帥索爾維納雷斯的行動失敗，這兩大計劃未能如願導致軍事政變陷入僵持的泥淖狀態。
軍事政變的戰術目標為清除腐敗貴族、保護皇帝、樹立實質軍事政權。遭到伊庫塔明言，軍事政權實施是建立在軍人標準最佳化上，施行高壓統治卻誤以為全國人民都能一同忍耐，只會在國內創造敵人。被伊庫塔形容屬於「認真地當獨裁者誤國」類型。
政變事件結束後，因為副官的死亡而喪失了原本的銳氣。
露西卡·庫爾滋庫
卡托瓦納帝國陸軍中校，泰爾辛哈·雷米翁的副官。雷米翁派參謀、射擊顧問，同時是托爾威的老師，射擊技術十分高超。不常流露出情感，處事冷靜，被一部份部下私底下稱呼為冰之女。
軍事政變中，自願前去達夫瑪州執行尋找皇帝的任務。在搜索行動逐步向南移動後，處於後方的她們遭到伊格塞姆派的襲擊，逃亡過程遭到雅特麗的部隊截斷退路。為了制伏身為指揮官的雅特麗以扭轉劣勢，不惜做出踹第一皇子的大不敬行為，企圖令雅特麗分神，未能成功。意識到大勢已去後更企圖槍殺第一皇子，也不願讓其落入伊格塞姆手中，被雅特麗用軍刀刺入胸膛而死。
暗中愛慕著泰爾辛哈，即使這份感情無法開花結果依然追隨著他。
薩利哈史拉格·雷米翁（聲：子安武人）
卡托瓦納帝國陸軍上尉，雷米翁家長男。
初登場時留有長髮，第六卷時改為短髮，相貌英俊。對上級態度客氣，性格上有著傲慢的缺陷。
試圖藉由模擬戰報復對自身出言不遜的伊庫塔，因為過於輕敵的關係慘敗在其智謀下。之後對於自己輕敵的心態有所收斂。
第六卷因應軍事政變，臨時非正式晉升少校。
常常出言數落托爾威，其實內心關心著他，認為托爾威過於善良而不適合當軍人，藉由欺負托爾威來試圖令其放棄從軍。
斯修拉夫·雷米翁（聲：武內駿輔）
卡托瓦納帝國陸軍中尉，雷米翁家次男。
留著平頭，體格高大壯碩，配有特大口徑風槍。
個性冷靜寡言，十分聽從大哥薩利哈。在模擬戰中背負形式上視作陣亡的薩利哈進行撤退，被雅特麗詢問時不假思索回答「絕不會拋下大哥，即使是屍體也一樣」。
米爾特古·泰德基利奇
卡托瓦納帝國軍上校，馬修之父。
舊軍閥名家，以秉持中立的剛毅性質聞名。
與馬修一樣都是圓臉和微胖的體型。
原先負責管理帝國西南部的艾伯德魯克州，之後接受公主為首的騎士團請託，在帝國伊格塞姆元帥以及雷米翁上將許可下調往帝國偏東地域猶納庫拉州擔任團長，並在此收容席納克族。
挺關心其子馬修與騎士團女性之間的關係。
波爾蜜紐耶·尤爾古斯
卡托瓦納帝國海軍一等海尉，暴龍號副艦長。
身為御三家之一尤爾古斯的後人，背負了巨大的壓力卻沒有與之匹配的心智，從而只得用海盜般的粗魯作風來掩飾自己。雖確實具有不辱名門血統的優秀資質與實力，但沒機會經歷實戰來獲得肯定。急欲證明自己的她對這個狀況感到焦躁不安，卻偏偏又遇上年齡比自己小，卻已獲得英雄之名的馬修等人，因此對他們的態度非常不友善。
在海戰初期慘敗後承受不住壓力而痛哭流涕，幸得馬修的安慰與開導。之後與馬修產生戀情。
第十三卷與馬修結婚。
露康緹·哈爾群斯卡
卡托瓦納帝國陸軍准尉，北域鎮台丁昆准尉的妹妹。搭檔是從兄長那繼承的水精靈尼基。
行為舉止都酷似自己的兄長，是個徹頭徹尾的騎士。
初登場時為帝國東域作戰一員，並馬上邀請雅特麗進行木劍比試。據雅特麗所言，劍技水平在其兄之上。
在雅特麗等伊格塞姆派軍人接獲元帥通知從戰線返回國內時，受其引薦成為第三皇女夏米優的貼身近衛。
第八卷時已晉升至上尉，時常被交付殿前痛下殺手的任務，私底下被部分人稱呼為斬首騎士。認為女皇夏米優正不惜受人厭惡地傾盡全力守護帝國，流血的責任都由陛下帶走，因此並不會後悔跟隨陛下。

#### 北域鎮台
塔姆茲庫茲庫·薩費達（聲：櫻井敏治）
卡托瓦納帝國軍中將，北域鎮台的司令官。
是靠貴族的推薦才當上這個職位，本身卻沒有相應的才幹。大部分的事務基本上都交由副官處理，但唯獨對席納克族的鎮壓特別的積極。
喜愛戰爭，再加上掌握大權而扭曲膨脹的自尊心，成了個傲慢又自大的軍人。鄙視身為山岳民族的席納克族，為排解無聊而用各種方式欺壓他們，甚至囚禁他們的精靈，結果埋下了引爆動亂的導火線。
由斯庫西拉姆身亡時，不僅沒有哀傷，反而因為有開戰的理由而高興，在回報中央之前就自作主張的組織討伐軍，打算要趁機消滅席納克族，引發了「卡托瓦納北域動亂」。然而在戰略地策畫上卻出現了許多根本性的問題，導致討伐軍的傷亡極為慘重。
待北域動亂結束，經軍事法庭審議沒入其財產並降格為二等兵判處槍決。
第十三卷被發現沒有被處死，而是以流浪漢的身分艱難地活著。當年雖然被判處槍決，但在處刑日期被確定之前便發生了雷米翁派主導的軍事政變，於慌亂中脫逃，並過著掩人耳目的生活。從其回憶中，年少的薩費達曾憧憬著英勇的軍人，並以此努力過，但無視於個人的能力與意願，在貴族派系盤根錯節的力量洪流中被冠上了諸多言過其實的殊榮並不斷晉升，被這股力量推向了高處，內心的熱情也漸漸被澆熄。在貧困區中為了保護孩童不被人口販擄走而遭到殺害，死前吐露出「自己一直想當個軍人」的心願所在。
由斯庫西拉姆·特瓦克（聲：樫井笙人）
卡托瓦納帝國軍少校，塔姆茲庫茲庫中將的副官。
為了彌補司令官的不足而被指派擔任幕僚的有能軍人，是北域鎮台實質上的中心支柱，具有均衡的判斷力。
患有肺部慢性病，再加上營運整個北域鎮台的壓力，臉色常常不是很好。對偏離了晉升之路的人生感到有些失落，些微羨慕著還有光明未來的年輕人，但現今也為了成為年輕人的表率而努力堅持著。
於一次補給任務中遭席納克族計畫殺害，成為「卡托瓦納北域動亂」的起因。
丁昆·哈爾群斯卡（聲：山本格）
卡托瓦納帝國軍准尉，搭檔是水精靈尼基。隸屬於北域鎮台第一團，擔任第二十二胸甲騎兵排排長。
是個擁有一百九十公分傲人身高的壯漢，有著一身結實的肌肉。雖然是標準的「頭腦簡單，四肢發達」，不過也是個會把內心想法全部說出來的，表裡如一的直率好漢。
以騎士道精神自居，衷心地認為軍人是要守護國家與同胞的存在。面對敵人能毫不猶豫的戰鬥，但對傷害同胞的事則會堅決反對。由斯庫西拉姆少校身亡後，是少數敢明言反對討伐席納克族的人。
於卡托瓦納北域動亂一役中，與齊歐卡的「亡靈部隊」交手時遭對方切斷頸動脈，最後因流血過多不治而陣亡。
暹帕·薩扎路夫（聲：松本忍）
卡托瓦納帝國軍中尉，搭檔是光精靈契。隸屬於北域鎮台第一團，擔任第九光照兵連連長。
雖然是個機靈精明的軍人，然而因為本性是個好人，所以獲得部下的仰慕。負責擔任前來赴任的伊庫塔等人的教官，對於他們也在各方面都給予照顧。
於卡托瓦納北域動亂一役中臨時升遷為上尉，後來成為伊庫塔等人的長官。由於他懂得照顧部下的體貼與不濫殺無辜的行事方針，讓他得到了騎士團成員一致的敬重，認為他是一個值得尊敬的長官。
樂於傾聽部下意見，多次代伊庫塔向上級說明計畫，北域動亂事件結束後晉升少校。
第五卷後半加入伊庫塔成立的旭日團。
第八卷時已官拜准將，但本人認為自己沒有資格承擔如此大任，悔恨自己能力不足並且幫助不了信賴自己的騎士團成員們，陷入極度軟弱與自責當中。
第十三卷在賑濟貧困區時意外發現本該被處死的薩費達前中將，受到北域動亂慘重傷亡的執念影響，堅持要將其搜捕。然而在卻看到為了保護孩童而傷重不治的薩費達，直到他斷氣前都下不了手以軍法名義殺了他，為此感到極度懊惱與感傷。
嘉娜·特馬里（聲：葉山郁美）
卡托瓦納帝國一等兵，二十歲，搭檔是風精靈塔布。隸屬於北域鎮台第一團。
是個照顧部下的優秀軍人，喜歡書本，對知識方面具備旺盛的好奇心，總是憧憬著新世界。曾讀過阿納萊．卡恩的著作，對其中的內容非常喜愛，也因而被遇上的伊庫塔稱呼為師妹，因為伊庫塔將她視為「阿納萊的弟子」的一員。
在第二集於卡托瓦納北域動亂一役中，所屬部隊遭到席納克族包圍而陷入孤立，當時伊庫塔的部隊雖是接獲過支援請求，但為了避免部隊受高山症的影響，伊庫塔選擇放棄立即支援。最後嘉娜隨著部隊的殲滅而陣亡，而伊庫塔事後才知道嘉娜也在自己捨棄的對象之中。

#### 官員
托里斯奈·伊桑馬
卡托納帝國宰相。
在皇帝並未以施政者身分發揮功能的現狀中，實質上掌握著帝國的運作，是帝國現況積弱不振的一大原因。
第四卷時以皇帝發言代理人的身分發布奪回舊東域的希歐雷德礦山之敕命，遭到雷米翁上將強烈質疑，譴責在東域失守的兩年前為何不派軍支援因此殉職的利坎中將。
在明知雷米翁上將遲早發動政變的情況依然刻意不揭發。在第六卷政變發生後也沒有尋求伊格塞姆派援助，而是帶著皇帝躲藏起來，並藉由皇帝代理名義發起玉音放送敕命，要求皇族前來見自己，使得政變衝突加劇。在尾聲與率先前來的伊庫塔以及第三公主夏米優會面。
真實身分為刪除皇籍的皇族，現任皇帝阿爾夏庫爾特的兄弟、夏米優的叔父。生來畸形（肋骨部分缺少、心臟未由骨骼包覆直接貼著肌膚）而被皇室遺棄，後來憑藉與現任皇帝阿爾夏庫爾特是手足且篤定不會介入皇權鬥爭得到信任，逐步升遷至宰相。
妄想培育優秀的永靈樹血脈之王者，操控政變走向，計畫藉這次政變剷除伊格塞姆派和雷米翁派，讓不屬於任何派系的伊庫塔上位，好讓第三公主的夏米優成為下任皇帝。聲稱自己擁有阿爾德拉教大司教神官一職，透過一個月時間說服並操控皇帝的貼身精靈，揚言只要自己遭遇不測，帝國全體精靈將會喪失機能。
第七卷中唆使伊庫塔出兵討伐伊格塞姆派未能得逞，旋即轉念用敕命將伊庫塔等人打上叛軍標籤，促使伊格塞姆元帥下令搜索部隊討伐伊庫塔的新生旭日團，導致雅特麗基於命令只能化身為徹底的伊格塞姆，對伊庫塔進行無情攻擊。狡猾地安排狙擊手打算趁亂殺死伊庫塔和雅特麗，就結果而言造成雅特麗的死亡。
政變告一段落，旭日團和雷米翁派回到帝都後，拿伊庫塔的安危要脅夏米優公主，迫使夏米優在當晚弒父奪位。登基後的夏米優基於報復心理，親手拔光托里斯奈一手的手指甲。
第八卷仍位居宰相之位。利用先帝的貼身精靈取得了「皇帝駕崩後五年內不可免除帝國宰相職務」的敕命，夏米優也基於「若是推翻這道先皇決定，等於否定自己從其手中得位的合法性」的理由，沒有辦法對托里斯奈下殺手。兩年間嘗試過的諸多手段也都會牴觸到貼身精靈判斷基準中「殺害托里斯奈」或「相當於殺害的行為」而遭到警告。
米爾巴琪耶
第十卷尾聲登場，阿納萊的弟子之一，伊庫塔的師妹。受就任元帥的伊庫塔推薦擔任帝國三等文官。
本名為麥琉維恩瓦琪恩‧夏特維艾塔尼耶爾希斯卡茲，由於過長的原因，所以旁人多稱「米爾巴琪耶」，但本人不太喜歡這個稱呼，若要簡稱希望被稱呼為「瓦琪耶」
在成為阿納萊的弟子前，曾是西域拉斯卡列塔鄉的巫女。
作為巫女，受到諸多規則束縛，同時要求背誦長篇祈禱文，在日漸長大後心中開始萌生起質疑與困惑。因緣際會碰上阿納萊博士一行人來考察拉斯卡列塔鄉的特異習俗，與阿納萊博士交談並被其理性的光輝所吸引。博士提出「想確認一個行動的意義，試試通通放棄不做一次就行了」，實際展開行動的米爾巴琪耶嘗試用隨興編織的字句念誦經文，卻依然沒被任何人發現，甚至於豐收節後受到村人們感謝，自此領悟自己之前的所作所為沒有意義。之後逃離村莊混入阿納萊的隊伍。
因為這層原因，厭惡無用的複雜，成為弟子初期以報復性的心態摧毀之，直到與伊庫塔展開交流後才逐漸改善。原本認為毫無意義的冗長全名，經過伊庫塔多方考究，得知其意義為「我們愛你」。
在伊庫塔授意下，經常與身為女皇的夏米優交流，並漸漸培養出一定程度的信任與友善。認為伊庫塔是希望自己能充當夏米優「朋友」的身分，本身也積極地、不畏排斥地親近夏米優。

### 齊歐卡共和國
約翰·亞爾奇聶庫斯（聲：福山潤）
齊歐卡陸軍少校，二十一歲，搭檔是光精靈路那。擔任阿爾德拉神軍的客座將校。第五卷時階級為上校。
人稱「不眠的輝將」的天才軍師，擁有如老人般雪白的頭髮與出類拔萃的優秀戰略視野，同時也是位馬術高手。是在後世史書中與伊庫塔受到同等崇拜的當代麒麟兒。
擁有特異的體質，能二十四小時完全不睡覺，幾乎沒有人見過他躺下休息的樣子，總是日以繼夜的忙碌著。情緒激動時會發出祖國帕猶希耶的狀聲詞。
北域動亂事件幕後主使，慫恿席納克族向帝國宣戰，接著再以客座軍官身分協助阿爾德拉神教軍的進攻侵略，與帝國方的伊庫塔隔空鬥智。一度率領騎兵隊將伊庫塔等人逼入絕境，最後中計而被迫同意騎兵隊撤退。
原本出生於名為帕猶希耶的小國，但國家在與他國的戰爭中與對方同歸於盡而滅亡，淪為戰爭孤兒的他最後被齊歐卡共和國收留。現衷心認同齊歐卡技術立國的理念與保持共和體制的立場，厭惡以自我本位主義掀起無益戰爭的國家。
似乎對在戰亂中心親友死盡卻只有自己倖存的結果耿耿於懷，相信自己是因為背負使命才活下來。認為自己有義務為了使世界更好而盡力發揮自己的才能，卻被伊庫塔指出他要勤勞的努力不是因為他需要這麼做，是因為他人偷懶不做才導致的，總有一天會被利用到底而過勞致死。
由於與伊庫塔的理念完全相反，視他為最大的對手。
第八卷時已晉升少將。在一次平定國內前加倫姆王國復興派的軍事佔領行動中，與阿納萊博士接觸，被其「科學」新穎思想所吸引。
第九卷前往帝國東北方迎接逃亡的帝國方阿爾德拉教徒，擔任作戰總指揮。起先因為部分從屬的軍官輕視年齡資歷都較低的自己，沒有貫徹命令而收到幾次敗仗，後來成功將帝國軍引入叢林，並用計令帝國軍重挫。第一時間看出敵方準備動身撤退，當機立斷下令進行追擊。整體局勢在其策畫下由被動轉成佔據優勢的主動。
第十卷本來掌握優勢局面且一度要攻下帝國方據點，但因為伊庫塔奇兵援救而未果。於當夜展開夜襲作戰也未能奏效，立刻猜出帝國方現在的指揮官是伊庫塔。之後的攻防較勁中，因為深知伊庫塔的謀略不下於自己，是以沒有輕信位處帝國方的亡靈捎來的情報，就結果而言，損失相對較小。
第十一卷偕同義父阿力歐執政官，參與阿爾德拉民主辦的三國會議。在第十二卷才知悉伊庫塔也是阿納萊的弟子，等於名義上是自己的師兄。
第十二卷對伊庫塔揭露自己的背景。過去生活在帕猶希耶西北方的富裕家庭，自小便展現出聰穎的一面，十二歲的年齡在帕猶希耶已經難以請到家教。時值帕猶希耶與拉歐兩民族激烈火拼，於戰爭中被拉歐侵略家園淪為奴隸，由於無法負荷嚴苛的勞動病倒，自己的勞動工作轉由父母與姊姊分擔。最後兩國戰爭在齊歐卡共和國介入下結束，但約翰的家人已經過勞而死。此事成為約翰的心魔，認為是因為自己病倒沒工作害死了家人，促使他身心產生異變：心理上變得難以接受自己空閒下來，偏執地索求工作並貢獻；生理上出現睡眠縮減，至十五歲時已經完全沒有睡眠需求。之後被聞其事蹟前來的阿力歐收為養子。
試圖說服伊庫塔放棄帝政，接受齊歐卡的救濟，表示會積極提供協助，不過被伊庫塔反問「那你何時才能休息？」，同時斥責「沒有讓幸福循環的國家沒有未來」首次對自己不懈怠努力付出這件事本身產生了困惑。
米雅拉·銀（聲：金元壽子）
齊歐卡陸軍中尉，二十歲，亞波尼克人。搭檔是水精靈亞歐。
輔佐約翰的軍官之一，理性的女性副官，隨時都能沉著冷靜的行動。有懼高症。
哥哥是擔任「亡靈部隊」隊長的尼路瓦·銀。為自己兄長敗於雅特麗之手耿耿於懷，私自將雅特麗視作仇敵。
第八卷時已晉升少校。
塔茲妮亞德·哈朗（聲：杉崎亮）
齊歐卡陸軍上尉，三十二歲，前馬姆蘭人。搭檔是風精靈諾亞。
輔佐約翰的軍官之一，身材高大壯碩，性格開朗，是名優秀的風槍兵。個性十分穩重，不常顯露情感，時常負責讓約翰在情緒激動時恢復冷靜。
第八卷時已晉升少校。
米塔·肯席（聲：鈴木繪理）
齊歐卡陸軍士官長，二十二歲，搭檔是風精靈凌。
哈朗的副官，可靠的女性士兵。體型嬌小，卻能無所畏懼的面對高大的哈朗並提出意見。
尼路瓦·銀（聲：山本兼平）
齊歐卡陸軍秘密任務部隊「亡靈部隊」的隊長，二十六歲，搭檔是風精靈羅亞。
戰鬥的專家，也是嚴以律己的優秀軍人，是這次煽動席納克族叛亂的執行者。過程中偽裝成席納克族人突襲戰場，擊殺了丁昆准尉，並與雅特麗交手。
在約翰的指示下，率軍前去突襲薩扎路夫的迎擊部隊，但行動被伊庫塔所看破，反而遭到托爾威的風槍兵隊襲擊，亡靈部隊近乎全滅，而尼路瓦本人也受到足以致命的傷勢。心知自己大限已至，為了貫徹身為武人的尊嚴而前去挑戰雅特麗，最後在與她交手落敗後身亡。
露露法伊·泰涅齊謝拉
齊歐卡海軍少將，前「鷹匠」民族拉歐的最後一人，擁有極端出色的航海及馴鷹技術，在齊歐卡共和國主席執政官阿力歐‧卡克雷介紹下從軍，以白翼太母之名為國內外所知。魚鷹搭檔名為米札伊。
由於自己是民族的末裔，因此渴望生命的延續，想讓自己不再孤單一人。基於這點，早在軍官候補生時期便頻繁地與異性發生關係，但都沒有懷孕的跡象，被推測屬於不孕體質。為了填補無法生理上成為母親的遺憾，將自己的部下們博愛般地視作孩子愛護。
在與帝國海軍的交戰中戰敗被俘，尼蒙古港被帝國佔據。與伊庫塔交談中談及自己身為「母親」的原因，被伊庫塔所否定，認為這種將艦隊當成模擬家庭訴諸親情的行為並不能得到救贖，反而終有一天會因不斷累積喪子之痛的情感而從內部徹底毀滅。
個性深具母性及慈愛友善，受帝國軟禁兩年間與看守的士兵相處融洽，使士兵們漸漸疏於防範。第九卷在亡靈部隊協助下脫逃，臨走前還說服了貼身看守自己的帝國軍中士賽莉烏‧蒙和自己一同逃亡，於途中順利和同樣逃脫的齊歐卡海軍第四艦隊成員會合。攻下因應北方大逃亡而分派兵力，防禦相對變得薄弱的帝國鄰近軍事基地取得軍械物資，接著前往帝國北域和受帝國攔截的後方教徒匯集，組織成簡單的武裝對處在中間的帝國軍形成夾擊之勢。
阿力歐·卡克雷
齊歐卡主席執政官，「不眠輝將」約翰的義父。有把玩益智環的習慣。
自稱為為讓國家更好而行動的愛國人士，擅長發掘人才，「白翼太母」露露法伊‧泰涅齊謝拉與約翰等人皆是受他邀入軍隊才成為傑出的軍官。但為徹底發揮對方的能力，會針對他人內心弱點來灌輸扭曲思想。效果雖好，但完全不顧對本人心靈所造成的副作用，手法可說是相當惡質。例如對渴望家人的露露法伊灌輸以部下來建立「模擬家庭」的想法，使其所帶領的第四艦隊異常團結，但也造成她每當部下死亡就會受到如同失去家人般的傷害，而指揮官無論如何都很難不付出部下的性命以換取戰果，結果只會是不斷消磨心靈的惡性循環。
同時也對約翰灌輸了「英雄無私奉獻即為其願望」的思想，目的是要使約翰成為不論生前死後，都是為國奉獻而窮盡一生的「完美英雄」。不希望約翰與阿納萊博士接觸，以免他受科學的影響而有自己的追求。
第十一卷前往拉‧賽亞‧阿爾德拉民參與三國會議。為了給阿爾德拉民一方施加壓力，帶上了被教團放逐的「瀆神者」阿納萊一行人。
第十二卷，在會議開始前的休息時間邀請帝國方的女皇夏米優以及元帥伊庫塔，希望帝國方在這次會議能夥同齊歐卡一同對阿爾德拉民施壓。推測阿爾德拉民一方手中握有的王牌與精靈攸關重大，難以坐視不管，意圖藉由三國會議挖出更多的信息。

### 其他
阿納萊·卡恩（聲：麥人）
史上第一位科學家，似乎有不少弟子，伊庫塔也是其中一人。
因為進行科學研究觸怒了帝國國教阿爾德拉教，在帝國被以瀆神者稱呼。在將遭到迫害時逃亡到齊歐卡共和國繼續研究。
過去和伊庫塔的父親巴達是盟友的關係。
第八卷時在齊歐卡境內被捲入由前加倫姆王國復興派所引起的內亂事件，在軍隊試圖營救時曾利用「小麥炸彈」殺傷復興派的民兵。其後接觸了不眠輝將約翰，並對其不用睡眠的特異體質非常感興趣，提出大腦分隔睡眠假說來試圖解釋。為了印證假說是否正確，留在約翰軍中定期進行檢驗。
本身有超古代文明假說，認為距今約五千年前曾經存在知識、技術遠比現在進步的文明。大膽假設四大精靈便是此一文明的創作結晶。
第十一卷以帝國方、阿爾德拉民一方始料未及的形式介入三國會議，於第十二卷藉由會議期間向女教皇提出各方面的質疑，大膽研判「神殿」內側便是四大精靈的製造工廠。率領由約翰及伊庫塔為首的弟子們與隨同的兩國軍隊接受「神的試煉」，逐次解開共一百道問題，被判定「智能水準達標」而得以進入保管庫知曉過去的種種歷史。
巴達·桑克雷（聲：藤原啟治）
已故，伊庫塔的父親，帝國軍陸軍上將，與齊歐卡共和國進行戰爭時的總司令。
因為在戰時違反命令，於戰後被捕下獄，最後病死在獄中。在帝國是帶有傳奇以及禁忌意味的名字。
從軍早期，由於體力低於標準又欠缺鬥爭心，加上時常發表奇怪意見而被戲稱為「白日點燈」以諷刺其派不上用場。然而在一次近乎篤定會遭到全滅的局面下提出了顛覆常識的作戰，成功讓軍隊撤退，因為這個契機結識了時任少尉的索爾維納雷斯·伊格塞姆以及泰爾辛哈·雷米翁，三人成為好友。
之後在軍中的活躍機會增加，其才智得到充分發揮，不再遭到嘲笑，甚至開始被喻為太陽。得到兩名仰慕其行事為人而願意追隨的部下，也就是哈薩夫·利坎跟庫巴爾哈·席巴，此二人也在日後創造卓越功績被讚頌為日輪雙壁。
伊庫塔後來從索爾口中得知當時為了迎擊齊歐卡軍，他和巴達之間必須有一人來違反軍令，最後巴達為了守護兒子與雅特麗的未來，毅然決定由他來違命出擊，並將妻兒託付給索爾。
優嘉·桑克雷（聲：井上喜久子）
已故，伊庫塔的母親。來自已滅亡的極東域國家──亞波尼克。
擅長烹飪，內向賢淑，深愛著丈夫和孩子。雅特麗自旭日團遊學期間視為女兒照顧著，也讓早年喪母的雅特麗認識到母親是什麼。
在巴達·桑克雷被視作戰犯入獄後，為了逃避帝國追殺而與伊庫塔躲入山中。本來就身體欠佳的優嘉在躲藏期間最終因疲勞病倒，去世。
臨終之際，要求伊庫塔答應自己四件事情──別從軍、別復仇、盡情偷懶。阻止對自己來說最重要的女孩誤入歧途，牽起她的手，引導她走向幸福的方向。
娜娜克·韃爾（聲：高橋李依）
席納克族族長，白刃戰實力優越，擅使彎刀運用迴旋方式殺敵。
北域動亂事件前半段，受到齊歐卡共和國煽動，於帝國北方鎮台發動「聖戰」。和雅特麗交手，戰敗。
帝國軍鎮壓住席納克族不久，旋即遭到山脈以北宗教國──拉·賽亞·阿爾德拉民神教軍以虐待精靈的譴責為名的侵略。伊庫塔立刻提議與席納克族聯手抗敵，並在娜娜克面前切下小指以示誠意。伊庫塔口頭承諾事後會替席納克族安排容身之處，在第四卷與族人遷往帝國偏東地域。
與伊庫塔孩童時曾經相處過一段時間，喜歡伊庫塔，見到伊庫塔與其他女性在一起會不高興。

## 名詞

### 精靈
故事中未被完善解釋的存在，有風、火、光、水四種性質故被稱為四大精靈。
來由不詳、尚且無法解釋其產生能源的原理，依據信仰、文化不同而有各方面的解釋。阿爾德拉教宣稱四大精靈為主神賜予人間的高位存在、使者。
本身具有低限度的思考能力，會與他人溝通，但大多寡言。

### 其他
卡托瓦納帝國
以皇帝為首的軍事化國家。在建立數百年以來在軍力上依舊強勢的國度，可是最近國政敗壞，並將政治上的失敗利用到軍事的成就來掩飾，使得國力開始大幅衰退。
早期皇權衰敗，國家由各個有力的軍閥割據。以伊格塞姆為首的部分軍閥意識到必須改變，於是發起擁皇運動，奉皇帝為絕對權威，並逐步討伐擁兵自重的軍閥。經過長年努力，權力收歸回中央。
以阿爾德拉教為國教。
席納克族
棲居在大阿拉法特拉山的少數民族，在名義上屬於帝國方的子民，但文化、信仰方面仍存有差異。
對精靈的態度也並非視為神的使者，而是純樸的感謝。
齊歐卡共和國
位於帝國東方的敵對國家，前身隸屬於帝國，後來經由逐步統合帝國東方的各小國，約百年前正式成為一獨立國家體系。利用帝國的腐敗，不斷吸收從帝國逃亡來的人才而逐漸強盛。
國家元首為主席執政官，透過國民選舉而產生。
文化方面兼具各個民族呈現出多元的風格。也因為國家的思考較為靈活，是以在軍事技術方面有逐漸超越帝國的傾向。
拉‧賽亞‧阿爾德拉民
位於帝國西北方，兩國由大阿拉法特拉山所阻擋，為政教合一的國家體系。
阿爾德拉教的本部國，與帝國及共和國都有交流，立場上處於中立。後來因帝國北域動亂事件和帝國斷交。

## 出版書籍

### 輕小說
| 卷數 | ASCII Media Works | ASCII Media Works      | 台灣角川       | 台灣角川               |
| 卷數 | 發售日期          | ISBN                   | 發售日期       | ISBN                   |
| ---- | ----------------- | ---------------------- | -------------- | ---------------------- |
| 1    | 2012年6月10日     | ISBN 978-4-04-886559-3 | 2014年5月27日  | ISBN 978-986-325-929-9 |
| 2    | 2012年11月10日    | ISBN 978-4-04-886988-1 | 2014年9月17日  | ISBN 978-986-366-121-4 |
| 3    | 2013年4月10日     | ISBN 978-4-04-891533-5 | 2014年11月15日 | ISBN 978-986-366-219-8 |
| 4    | 2013年9月10日     | ISBN 978-4-04-891906-7 | 2015年3月25日  | ISBN 978-986-366-376-8 |
| 5    | 2014年3月8日      | ISBN 978-4-04-866437-0 | 2015年10月24日 | ISBN 978-986-366-706-3 |
| 6    | 2014年10月10日    | ISBN 978-4-04-869011-9 | 2016年3月16日  | ISBN 978-986-366-978-4 |
| 7    | 2015年3月10日     | ISBN 978-4-04-869336-3 | 2016年8月11日  | ISBN 978-986-473-189-3 |
| 8    | 2015年10月10日    | ISBN 978-4-04-865456-2 | 2016年9月14日  | ISBN 978-986-473-292-0 |
| 9    | 2016年4月9日      | ISBN 978-4-04-865879-9 | 2017年1月24日  | ISBN 978-986-473-498-6 |
| 10   | 2016年7月9日      | ISBN 978-4-04-892196-1 | 2017年4月19日  | ISBN 978-986-473-605-8 |
| 11   | 2016年11月10日    | ISBN 978-4-04-892471-9 | 2017年12月6日  | ISBN 978-957-853-118-5 |
| 12   | 2017年7月7日      | ISBN 978-4-04-893219-6 | 2018年6月19日  | ISBN 978-957-564-236-5 |
| 13   | 2017年12月9日     | ISBN 978-4-04-893517-3 | 2019年3月20日  | ISBN 978-957-564-821-3 |
| 14   | 2018年8月10日     | ISBN 978-4-04-893962-1 | 2020年4月8日   | ISBN 978-957-743-682-5 |

### 漫畫版
於2014年5月27日發售的电击魔王2014年7月号开始連載漫画版，由川上泰樹负责作画。2017年連載結束。
| 卷數 | ASCII Media Works | ASCII Media Works      | ASCII Media Works |
| 卷數 | 發售日期          | ISBN                   |                   |
| ---- | ----------------- | ---------------------- | ----------------- |
| 1    | 2014年10月10日    | ISBN 978-4-04-866915-3 |                   |
| 2    | 2015年3月10日     | ISBN 978-4-04-869237-3 |                   |
| 3    | 2015年10月10日    | ISBN 978-4-04-865435-7 |                   |
| 4    | 2016年3月10日     | ISBN 978-4-04-865843-0 |                   |
| 5    | 2016年7月9日      | ISBN 978-4-04-892137-4 |                   |
| 6    | 2016年12月10日    | ISBN 978-4-04-892509-9 |                   |
| 7    | 2017年6月9日      | ISBN 978-4-04-892973-8 |                   |

## 電視動畫

### 製作人員
- 原作：宇野朴人
- 原作人物原案：
- 原作插畫：龍徹
- 監督：市村徹夫
- 系列構成：安川正吾
- 人物設計、總作畫監督：香月邦夫
- 副人物設計：平野勇一
- 機械、道具設計：高倉武史
- 美術監督：脇威志
- 美術設定：中島美佳
- 色彩設計：大野春恵
- 3D監督：田中康隆
- 攝影監督：伏原
- 編輯：木村佳史子
- 音響監督：岩浪美和
- 音響効果：小山恭正
- 錄音：山口貴之
- 錄音助手：小笠原頌
- 錄音室：Studio T&T
- 音響制作：MAGIC CAPSULE
- 音響制作擔當：成瀬啓輔
- 音樂：井内啓二
- 音樂制作：IMAGIN
- 動畫製作：MADHOUSE
- 動畫製作：天鏡的極北之星製作委員會

### 主題曲
片頭曲「天鏡的極北之星」
作詞、作曲：岸田，編曲、主唱：岸田教團&THE明星Rockets
片尾曲「nameless」
作詞、主唱：鹿乃，作曲、編曲：Tom-H@ck

### 各話列表
| 話數       | 日文標題 | 中文標題           | 劇本     | 分鏡                       | 演出              | 作畫監督                                                          | 總作畫監督        | 改編自      |
| ---------- | -------- | ------------------ | -------- | -------------------------- | ----------------- | ----------------------------------------------------------------- | ----------------- | ----------- |
| Episode 01 |          |                    | 安川正吾 | 市村徹夫                   | 松村政輝          | 香月邦夫、平野勇一                                                | 香月邦夫          | 第1卷       |
| Episode 02 |          |                    | 安川正吾 | 淺香守生                   | 若林邦甫          | 櫻井、飯飼一幸 佐藤、JEE JOONYYUN ZANG YOU SHICK                  | 宗崎暢芳          | 第1卷       |
| Episode 03 |          |                    | 安川正吾 | 伊藤尚往                   | 山口美浩          | 小畑賢、小林優子 服部益美                                         | 平野勇一          | 第1卷       |
| Episode 04 |          | 永靈樹的看門狗們   | 安川正吾 | 古川知宏                   | 古川知宏          | 宮前真一                                                          | 香月邦夫          | 第1卷       |
| Episode 05 |          |                    | 安川正吾 | 篠原俊哉                   | 松村正輝          | 西川千尋                                                          | 平野勇一 前原桃子 | 第7卷       |
| Episode 06 |          |                    | 大西信介 | 伊藤尚往                   | 八田洋介          | 宗崎暢芳、長坂慶太                                                | 香月邦夫          | 第2卷       |
| Episode 07 |          | 卡托瓦納北域動亂   | 大西信介 | 淺香守生                   | 若林邦甫          | 小畑賢、坂友加里 木下由美子、服部益實 吉岡敏幸                    | 平野勇一          | 第2卷       |
| Episode 08 |          |                    | 大西信介 | 古川知宏                   | 古川知宏          | 宮前真一、日向正樹                                                | 香月邦夫          | 第2卷       |
| Episode 09 |          |                    | 大西信介 | 松村政輝                   | 松村政輝          | Lee Bang Won、Lee Min Bae Ryu Seung Cheol、Kim Bo Gyeong 宗崎暢芳 | 宗崎暢芳          | 第2卷       |
| Episode 10 |          | 拉·賽亞·阿爾德拉民 | 安川正吾 | 小島正幸                   | 熨斗谷充孝        | 原田峰文、服部憲次 桝井一平、Kim Jin Young                        | 平野勇一          | 第3卷       |
| Episode 11 |          | 常怠 VS 不眠       | 安川正吾 | 浅香守生                   | 籔田修平          | 菊池政芳、藤田真弓 日向正樹、西川千尋                             | 香月邦夫          | 第3卷       |
| Episode 12 |          | 狩猎亡灵之人       | 安川正吾 | 大原實                     | 若林邦甫          | 谷口リっ子、大森亘 小林優子、飯田宏義                             | 平野勇一          | 第3卷       |
| Episode 13 |          | 於日落西山的帝國   | 安川正吾 | 松村政輝 川尻善昭 市村徹夫 | 松村政輝 市村徹夫 | 宗崎暢芳、宮前真一                                                | 香月邦夫          | 第3卷 第1卷 |

### 播放電視台
日本深夜動畫：下文記載的日本国内播放時間使用日本標準時間（UTC+9）表示。因為部分時間标识會採用30小时制，因此請留意这类超过24:00的时间，其實際播放時間為翌日清晨。
| 播放地區 | 播放電視台     | 播放日期               | 播放時間（UTC+9）         | 所屬聯播網 | 備註 |
| -------- | -------------- | ---------------------- | ------------------------- | ---------- | ---- |
| 東京都   | 東京都會電視台 | 2016年7月8日－9月30日  | 星期五 25時05分－25時35分 | 獨立局     |      |
| 京都府   | 京都放送       | 2016年7月10日－10月2日 | 星期日 23時00分－23時30分 | 獨立局     |      |
| 兵庫縣   | SUN電視台      | 2016年7月10日－10月2日 | 星期日 25時00分－25時30分 | 獨立局     |      |
| 愛知縣   | 愛知電視台     | 2016年7月10日－10月2日 | 星期日 26時05分－26時35分 | 東京電視網 |      |
| 日本全國 | BS富士         | 2016年7月10日－10月2日 | 星期日 26時30分－27時00分 | 衛星電視   |      |

| 播放地區 | 播放電視台／頻道 | 播放日期               | 播放時間                                       | 播出形式    | 備註                                |
| -------- | ---------------- | ---------------------- | ---------------------------------------------- | ----------- | ----------------------------------- |
| 中國     | bilibili         | 2016年7月9日－10月1日  | 星期六 01时35分更新                            | 網絡電視    | UTC+8 日語原聲中文字幕 與日同步首播 |
| 香港     | Viu              | 2016年7月9日－10月1日  |                                                | 網絡電視    | UTC+8 日語原聲中文字幕 與日同步首播 |
| 臺灣     | 巴哈姆特動畫瘋   | 2016年7月9日－10月1日  | 星期六 01時40分更新                            | 網絡電視    | UTC+8 日語原聲中文字幕 與日同步首播 |
| 臺灣     | LiTV 線上影視    | 2016年7月9日－10月1日  | 星期六 更新                                    | 網絡電視    | UTC+8 日語原聲中文字幕 與日同步首播 |
| 臺灣     | i-Fun動漫台      | 2016年7月10日－10月2日 | 星期日 11:30－12:00 隔週日11:00－11:30重播前集 | 中華電信MOD | UTC+8 日語原聲中文字幕 與日同步首播 |

### BD&DVD
| 卷數 | 發售日期       | 收錄話數        | 規格編號   | 規格編號   |
| 卷數 | 發售日期       | 收錄話數        | BD         | DVD        |
| ---- | -------------- | --------------- | ---------- | ---------- |
| 1    | 2016年9月28日  | 第1話 - 第2話   | 1000621220 | 1000621227 |
| 2    | 2016年10月26日 | 第3話 - 第4話   | 1000621221 | 1000621228 |
| 3    | 2016年11月23日 | 第5話 - 第6話   | 1000621222 | 1000621229 |
| 4    | 2016年12月21日 | 第7話 - 第8話   | 1000621223 | 1000621230 |
| 5    | 2017年1月25日  | 第9話 - 第10話  | 1000621224 | 1000621231 |
| 6    | 2017年2月22日  | 第11話 - 第12話 | 1000621225 | 1000621232 |
| 7    | 2017年3月29日  | 第13話          | 1000621226 | 1000621233 |

## 網絡廣播
發條精靈戰記 天鏡的極北之星網絡廣播 種田祈帝國是於2016年6月17日預定在音泉網上配信的網絡廣播節目，每週五更新。主持人由為雅特麗希諾及夏米優配音的種田梨沙及水瀨祈擔當。

## 備註
1. ↑  帝國規定，所謂的「帝國騎士」一定要是軍人（小說第一集第二章 東線無戰事）
2. ↑  使用第7卷序章至第2章部分劇情。
3. ↑  本集結尾部份使用第1卷第4章部份劇情。

## 外部連結
- 《發條精靈戰記 天鏡的極北之星》－電撃文庫作品介紹頁 （页面存档备份，存于）（日語）
- 《發條精靈戰記 天鏡的極北之星》動畫版官網 （页面存档备份，存于）（日語）
- 《發條精靈戰記 天鏡的極北之星》i-fun電視台動畫各集介紹 （页面存档备份，存于）（繁體中文）
- 《發條精靈戰記 天鏡的極北之星》的X（前Twitter）